# Les Nouvelles Éditions indépendantes
Les Nouvelles Éditions indépendantes (LNEI) est une holding de type SAS créée en 2009 par Matthieu Pigasse pour regrouper l'ensemble de ses participations dans les médias.

## Composition
Cette holding, fondée à Paris en 2009, répartit ses activités suivant quatre pôles : l'information, avec entre autres des participations dans Le Monde, L'Obs, Huffington Post, Télérama ; la production audiovisuelle avec Mediawan ; la culture avec Les Inrockuptibles, Radio Nova et Nova Press (depuis la rentrée 2015), Cheek Magazine ; et l'événementiel avec Rock en Seine et la création du département LNEI live. Une participation de 15 % dans le capital de Vice France est effective depuis 2016, ainsi qu'une participation de 30 % dans Rough Trade depuis avril 2017. Le pôle culture est dirigé sur le plan opérationnel par Bernard Zekri et Pierre Siankowski. Puis par Emmanuel Hoog à partir de 2019.
Le pôle culture de LNEI constitué de Radio Nova et des Inrocks représenterait 30 millions de chiffres d'affaires en 2019 et serait loin d'être rentable selon Le Figaro. Certains projets de LNEI sont abandonnés en 2018 comme Vice France, le lancement d'une télévision ou d'une maison d'édition. Depuis mai 2018, Matthieu Pigasse a chargé Emmanuel Hoog de restructurer cette holding et de développer les passerelles entre Nova et Les Inrocks.
En 2021, dans un contexte de chute accrue des ventes, le groupe détenu par Matthieu Pigasse, voit partir une grande partie de sa direction. Son directeur marketing Gautier Derocles, sa directrice juridique, Katel Gauthé, sa directrice du numérique et de la diffusion, Alix De Crécy, son directeur des contenus Antoine Daccor et enfin son directeur financier Hadrien Allix, quittent le navire. Ce creux laissé dans un service stratégique du magazine intervient six mois après la mensualisation des Inrockuptibles censé relancer le journal mais qui n'a pas rencontré son public. Selon Le Canard enchaîné, ce changement de poste s'est déroulé dans un contexte de chute accrue des ventes avec moins de 6 000 exemplaires par mois et alors que l'audience du site Internet n'est plus mesurée par l'Alliance pour les chiffres de la presse et des médias.

## Investisseurs externes
WPP annonce en septembre 2016 avoir investi des fonds dans LNEI, conjointement à l'investisseur indien, le conglomérat Reliance ; leurs parts représenteraient 20 % du capital de la holding.